# Apterygocampus
Apterygocampus is een monotypisch geslacht van straalvinnige vissen uit de familie van zeenaalden en zeepaardjes (Syngnathidae).

## Soort
- Apterygocampus epinnulatus Weber, 1913